# Greuville
Greuville is een gemeente in het Franse departement Seine-Maritime (regio Normandië) en telt 326 inwoners (2004). De plaats maakt deel uit van het arrondissement Dieppe.

## Geografie
De oppervlakte van Greuville bedraagt 3,0 km², de bevolkingsdichtheid is 108,7 inwoners per km².
De onderstaande kaart toont de ligging van Greuville met de belangrijkste infrastructuur en aangrenzende gemeenten.

## Demografie
Onderstaande figuur toont het verloop van het inwonertal (bron: INSEE-tellingen).